# Xaurus depsarius
Xaurus depsarius là một loài bọ cánh cứng trong họ Cerambycidae.